# Belœil
Belœillà một đô thị ở tỉnh Hainaut. Tại thời điểm ngày 1 tháng 1 năm 2006, đô thị này có dân số 13.347 người. Tổng diện tích là 61,55 km², với mật độ dân số 217 người trên mỗi km².
Đô thị này được đặt tên theo lâu đài Belœil, từng là nơi ở của Charles-Joseph, hoàng tử của Ligne.

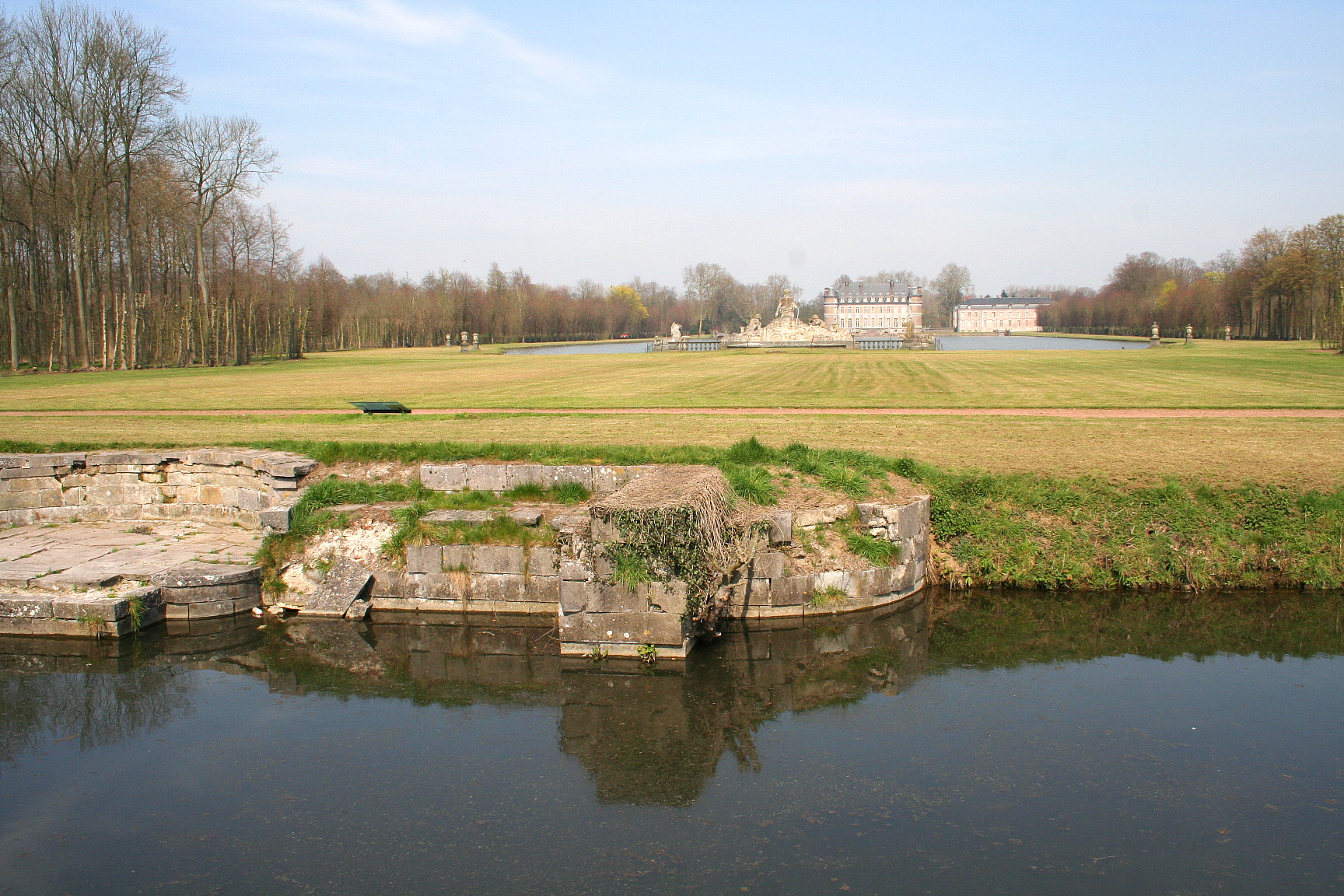
Belœil, công viên và lâu đài các hoàng tử Ligne.

Người dân địa phương nổi tiếng có:
- Émilie Dequenne, nữ nghệ sĩ
- Pierre Descamps, nhà chính trị
- Baron Empain, nhà Ai Cập học